# Aeroporto de Palmas
Luchthaven Palmas–Brigadeiro Lysias Rodrigues is de luchthaven van Palmas, Brazilië. De luchthaven is vernoemd naar Lysias Augusto Rodrigues (1896-1957), een militair die een cruciale rol speelde bij de integratie van Tocantins in Brazilië via passagiersdiensten van de Braziliaanse luchtmacht.
De luchthaven wordt uitgebaat door Infraero.

## Historie
De luchthaven werd geopend op 5 oktober 2001. Hij heeft een oppervlakte van 23.739.952m², genoeg voor toekomstige uitbreidingen. De terminal heeft een oppervlakte van 12.300m² en een capaciteit van 370.000 passagiers per jaar.

## Bereikbaarheid
De luchthaven bevindt zich op 20 km van het centrum van Palmas, 5 km van Taquaralto, en 30 km van Taquaruçu.